# Melanchólia
Melanchólia è il nono album dei Matia Bazar, pubblicato su vinile dalla Ariston Records (catalogo AR LP 12426) nel 1985.

## Descrizione
È il primo album con Sergio Cossu alle tastiere.
Contiene il brano Souvenir, presentato dal gruppo al Festival di Sanremo 1985, e il singolo di successo internazionale Ti sento (I Feel You).
Distribuito su CD da Ariola (catalogo 257.699) nel 1985, ristampato da CGD su 33 giri (CGD 20632) e su CD (CDS 6053) nel 1987. Ristampato su CD nel 1987 anche dalla Virgin Dischi (MPCID 1017) e, rimasterizzato, nel 1991 (777 7 86627 2).
Reso disponibile per il download digitale nel 2003 e nel 2010 dalla EMI Italiana.

### Melancolía
Versione dell'album per i mercati di lingua latina, contiene tre tracce tradotte e cantate in spagnolo. La prima del lato A, Te siento, è il remix esteso di MoiMix; la seconda è intitolata Va en el viento, infine l'ultima del lato B, Souvenir, è un altro remix di MoiMix.

## Tracce
Lato A
1. Ti sento – 4:14 (testo: Aldo Stellita – musica: Carlo Marrale, Sergio Cossu)
2. Via col vento – 4:52 (testo: Marco Guzzetti, Giancarlo Golzi – musica: Carlo Marrale, Sergio Cossu)
3. Cose – 4:58 (testo: Aldo Stellita – musica: Carlo Marrale, Antonella Ruggiero)
4. Da qui a... – 4:04 (testo: Marco Guzzetti, Aldo Stellita – musica: Sergio Cossu)

Lato B
1. Fiumi di parole – 4:08 (testo: Giancarlo Golzi, Aldo Stellita – musica: Carlo Marrale, Sergio Cossu)
2. Amami – 4:06 (testo: Aldo Stellita – musica: Sergio Cossu, Carlo Marrale)
3. Angelina – 4:51 (testo: Aldo Stellita – musica: Carlo Marrale, Antonella Ruggiero)
4. Souvenir (versione album) – 4:36 (testo: Aldo Stellita – musica: Sergio Cossu, Carlo Marrale)

### CD - 1987
bonus track (CGD CDS 6053), traccia fantasma in qualche ristampa
1. I Feel You (edited version) – 4:18 (testo: Sandy Marton – musica: Carlo Marrale, Sergio Cossu)

Durata totale: 40:07

### CD - 1985
(Ariola 257.699)
- Ti sento (versione estesa) – 5:40
- Angelina (versione più lunga di un minuto) – 5:55
- Souvenir (versione singolo) – 3:32

1. Aristocratica (versione leggermente più corta) – 4:54 (testo: Aldo Stellita – musica: Carlo Marrale) – 1984
2. Vacanze romane – 4:12 (testo: Giancarlo Golzi – musica: Carlo Marrale) – 1983

Durata totale: 46:21

## Formazione
Gruppo
- Antonella Ruggiero - voce
- Carlo Marrale - chitarre, sintetizzatori, voce
- Sergio Cossu - tastiere, sintetizzatori
- Aldo Stellita - basso, cori
- Giancarlo Golzi - batteria

Altri musicisti
- Serse May - programmazione
- Piero Cairo - sintetizzatore, programmazione
- Robert Sidoli - programmazione
- Jacopo Jacopetti - sax
- Rudy Trevisi - sax in Cose
- Mauro Sabbione - tastiere in Vacanze romane

## Classifiche
| Classifica (1985-86) | Posizione raggiunta |
| -------------------- | ------------------- |
| Italia               | 5                   |
| Paesi Bassi          | 4                   |
| Svezia               | 23                  |